# Левадіакос (футбольний клуб)
Левадіакос (грец. Λεβαδειακός) — футбольний клуб міста Лівадія в Беотії, Греція. Заснований 1961 року злиттям любительських клубів «Трофоні» та «Паллевадіакі Еносі». Клубні кольори — зелений та синій.
Починаючи від 1987 року команда 10 років поспіль грала у першому національному дивізіоні Альфа Етнікі. В сезоні 2009—10 «Левадіакос» посів 14 місце і був понижений до Футбольної ліги (раніше Бета Етнікі).

## Відомі гравці
- Петрос Равусіс
- Такіс Лемоніс
- Такіс Гоніас
- Лакіс Ніколау
- Міхаліс Касапіс
- Евангелос Калоєропулос
- Дімос Кавурас
- Міхаліс Зіогас
- Константінос Лумбутіс

Інші країни
- Елтон Коча
- Іван Руссев
- Фідель Мартінес
- Небі Мустафі
- Горан Попов
- Мірнес Шишич
- Хорхе Барріос
- Дієго Перроне
- Мігель Меа Віталі
- Едуардо Монтоя
- Андрій Цуріков

## Тренери-рекордсмени
1. Арістотеліс Батакіс (84 матчі)
2. Георгіос Парашос (63 матчі)
3. Гіанніс Таоусіаніс (44 матчі)
4. Апостолос Манцсьон (44 матчі)
5. Саввас Пантелідіс (38 матчі)[1]

## Гравці-рекордсмени

### За кількістю матчів
1. Георгіос Зісополос (2005-2010, 2011-2013, 2018-2019) - 226 матчів.
2. Асанасіос Моулопоулос (2007-2014, 2015-2017) - 224 матчі.
3. Гіанніс Мартінеос (?) - 174 матчі.

### За кількістю голів
1. Вангеліс Мантьос (2013-2017, 2019-2020) - 42 голи.
2. Стефано Наполеоні (2009-2013) - 27 голів.
3. Петрос Гіакоумакіс (2014-2019) - 26 голів.[2]